# Rotberger
Rotberger (Vitis vinifera) ist eine Rotweinsorte. Sie ist eine Kreuzung aus Trollinger (Schiava grossa) und Riesling, die Heinrich Birk an der Forschungsanstalt Geisenheim im Rheingau 1928 gelang. Die Angaben des Züchters zu den Kreuzungseltern konnten in der Zwischenzeit durch DNA-Analyse bestätigt werden.
Die Neuzüchtung erlangte 1969 Sortenschutz und wurde 1971 in die Sortenliste eingetragen. Die kräftig wachsende Rebe bildet starke Geiztriebe aus, was sie anfällig gegen den Echten Mehltau (Oidium) macht. Sie braucht tiefgründige, feinerdige, nicht zu trockene Böden, blüht und reift spät. Sie bringt kräftige, dem Trollinger ähnliche, jedoch körperreichere, duftig-fruchtige Weine von hellroter Farbe hervor. Ferner gilt sie als gute Sorte zur Gewinnung von Roséwein. Der Wein spielt hauptsächlich als Verschnitt und für die Produktion von Rot-Sekt eine Rolle.
Kleine Anbaugebiete von insgesamt nur ca. 18 ha liegen an der Ahr, im Rheingau, in Rheinhessen und an der Bergstraße. Im Jahr 2001 wurden noch 25 Hektar erhoben. Auch im Trentino, in Südafrika, Neuseeland, Kanada und den USA kommt die Rebe vor.
Siehe auch die Artikel Weinbau in Deutschland, Weinbau in Italien, Weinbau in Südafrika, Weinbau in Neuseeland, Weinbau in Kanada und Weinbau in den Vereinigten Staaten sowie die Liste von Rebsorten.
Nicht verwechselt werden darf die Rebsorte mit dem Rotburger, einem Synonym des Zweigelt.

## Ampelographische Sortenmerkmale
In der Ampelographie wird der Habitus folgendermaßen beschrieben:
- Die Triebspitze ist offen. Sie ist weißwollig behaart und von weißlich-grüner Farbe. Die leicht bronzefarben gefleckten Jungblätter (Anthocyanflecken) sind nur leicht wollig behaart und von grüner Farbe.
- Die mittelgroßen, dunkelgrünen Blätter (siehe auch den Artikel Blattform) sind fünflappig und mitteltief gebuchtet. Die Stielbucht ist lyren-förmig offen bis überlappend geschlossen. Der Blattrand ist spitz gesägt. Im Vergleich zu anderen Rebsorten sind die Zähne mittelweit gesetzt. Die Blattoberfläche (auch Spreite genannt) ist blasig derb.
- Die leicht kegelförmige Traube mittelgroß und dichtbeerig. Die rundlichen Beeren sind mittelgroß bis groß und von bläulich-roter Farbe.

Der Rotberger treibt spät aus und entgeht damit meist den späten Frühjahrsfrösten. Die Winterfrostfestigkeit ist mäßig gut. Die stark wüchsige Sorte kann sehr gute Erträge erbringen. Generell gilt jedoch auch für Helfensteiner: wenn die Rebe nicht korrekt zurückgeschnitten wird (→ Reberziehung), besteht die Gefahr zu hoher Erträge mit der damit einhergehenden Reduzierung der Qualität. Der Ertrag kann bei hohen 100–150 Hektoliter/Hektar liegen.
Sie erreicht häufig mittelhohe Mostgewichte. Im Durchschnitt liegt das Mostgewicht einige Grad Oechsle über dem des Blauen Portugieser.
Der Blütezeitpunkt liegt spät. Der Rotberger reift nur einige Tage nach dem Gutedel und gilt somit noch als früh reifend. Er kann kurz nach dem Portugieser geerntet werden. Rotberger ist eine Varietät der Edlen Weinrebe (Vitis vinifera). Sie besitzt zwittrige Blüten und ist somit selbstfruchtend. Beim Weinbau wird der ökonomische Nachteil vermieden, keinen Ertrag liefernde, männliche Pflanzen anbauen zu müssen.

## Verbreitung
Die Rebflächen in Deutschland verteilten sich im Jahr 2007 wie folgt auf die einzelnen Anbaugebiete:
| Weinbaugebiet           | Rebfläche (Hektar) |
| ----------------------- | ------------------ |
| Ahr                     | 1                  |
| Baden                   | -                  |
| Franken                 | -                  |
| Hessische Bergstraße    | 2                  |
| Mittelrhein             | unter 0,5          |
| Mosel                   | -                  |
| Nahe                    | 2                  |
| Pfalz                   | -                  |
| Rheingau                | 7                  |
| Rheinhessen             | 4                  |
| Saale-Unstrut           | unter 0,5          |
| Sachsen                 | -                  |
| Stargarder Land         | -                  |
| Württemberg             | 2                  |
| Gesamt Deutschland 2007 | 18                 |

Quelle: Rebflächenstatistik vom 13. März 2008, Statistisches Bundesamt, Wiesbaden 2008 in Beschreibende Sortenliste des Bundessortenamtes 2008, Seite 198ff.